# Hawa Sangaré
Hawa Sangaré (Villepinte, 20 luglio 2002) è una calciatrice francese, attaccante dello Stade Reims.

## Statistiche

### Presenze e reti nei club
Statistiche aggiornate al 16 ottobre 2024.
| Stagione                   | Squadra                    | Campionato                 | Campionato | Campionato | Coppe nazionali | Coppe nazionali | Coppe nazionali | Coppe continentali | Coppe continentali | Coppe continentali | Altre coppe | Altre coppe | Altre coppe | Totale | Totale |
| Stagione                   | Squadra                    | Comp                       | Pres       | Reti       | Comp            | Pres            | Reti            | Comp               | Pres               | Reti               | Comp        | Pres        | Reti        | Pres   | Reti   |
| -------------------------- | -------------------------- | -------------------------- | ---------- | ---------- | --------------- | --------------- | --------------- | ------------------ | ------------------ | ------------------ | ----------- | ----------- | ----------- | ------ | ------ |
| lug.-dic. 2020             | Paris Saint-Germain        | D1                         | -          | -          | CF              | -               | -               | UWCL               | 1                  | 0                  | -           | -           | -           | 1      | 0      |
| gen-giu 2021               | Le Havre                   | D1                         | 9          | 0          | CF              | -               | -               | -                  | -                  | -                  | -           | -           | -           | 9      | 0      |
| lug.-dic. 2021             | Paris Saint-Germain        | D1                         | -          | -          | CF              | -               | -               | UWCL               | -                  | -                  | -           | -           | -           | -      | -      |
| gen-giu 2022               | Digione                    | D1                         | 11         | 0          | CF              | -               | -               | -                  | -                  | -                  | -           | -           | -           | 11     | 0      |
| lug.-dic. 2022             | Paris Saint-Germain        | D1                         | -          | -          | CF              | -               | -               | UWCL               | -                  | -                  | TC          | -           | -           | -      | -      |
| Totale Paris Saint-Germain | Totale Paris Saint-Germain | Totale Paris Saint-Germain | -          | -          | -               | -               | -               | -                  | 1                  | 0                  | -           | -           | -           | 1      | 0      |
| gen-giu 2023               | Pomigliano                 | A                          | 11+1       | 0          | CI              | 4               | 1               | -                  | -                  | -                  | -           | -           | -           | 16     | 1      |
| 2023-2024                  | Bordeaux                   | D1                         | 18         | 4          | CF              | 1               | 0               | -                  | -                  | -                  | -           | -           | -           | 19     | 4      |
| 2024-2025                  | Stade Reims                | PL                         | 21         | 4          | CF              | -               | -               | -                  | -                  | -                  | -           | -           | -           | 21     | 4      |
| Totale carriera            | Totale carriera            | Totale carriera            | 71         | 8          | -               | 5               | 1               | -                  | 1                  | 0                  | -           | -           | -           | 77     | 9      |